# 647
647 (DCXLVII) je bilo navadno leto, ki se je po julijanskem koledarju začelo na ponedeljek.

## Dogodki
- Bitka pri Sufetuli

## Rojstva
- Al-Abbas ibn Ali, šiitski mučenik